# 안창옥
안창옥(2003년 12월 29일~)은 조선민주주의인민공화국의 체조 선수이다. 

## 경력
2017년부터 조선민주주의인민공화국 주니어 국가대표 선수가 되었으며 같은 해 5월 태국 방콕에서 열린 2017년 아시아 주니어 선수권 대회에 참가했다. 해당 대회에서 개인종합 15위에 올랐다.
2019년에 성인 국가대표가 되었으며 같은 해 3월 카타르 도하에서 열린 체조 월드컵에 참가하여 이단평행봉 17위, 평균대 19위, 마루 22위를 기록했다. 10월에는 독일 슈투트가르트에서 열린 2019년 세계 선수권 대회에 참가하여 이단평행봉 60위, 평균대 131위, 마루 80위를 기록했다. 또한 개인종합 66위, 단체전에서 20위에 오르면서 대회를 마쳤다.
2023년 9월에는 중국 항저우에서 열린 2023년 아시안 게임에 참가했다. 이 대회에서 금메달을 2개 획득하면서 대회 2관왕에 올랐다. 안창옥은 도마 종목에서 대표팀 동료인 김선향과 중국의 위린민을 제치고 첫 금메달을 따냈으며 이단평행봉 종목에서 일본의 세리타 미카코와 중국의 쭤퉁을 제치고 두번째 금메달을 획득했다. 또한 단체전에서도 중국과 일본의 뒤를 이어 동메달을 획득했다.